# Esplanade du Lac
L'esplanade du Lac est un espace public situé en France sur la ville d'Aix-les-Bains, dans le département de la Savoie en région Auvergne-Rhône-Alpes.
Longeant la rive orientale du lac du Bourget, le lieu abrite au sud le centre d'interprétation du Lac du Bourget (Aqualis), tandis que le nord de l'esplanade constitue la zone du festival national Musilac.

## Histoire
C'est grâce au transport maritime commercial et donc aux ports entourant l'esplanade que celle-ci s'agrandit dès le XVIIIe siècle. Entre 1880 et 1886, un agrandissement de l'esplanade fut opéré par la ville.
Le lieu est devenu au XXe siècle davantage touristique et les ports désormais de plaisance ; le commerce ayant totalement disparu.

## Description

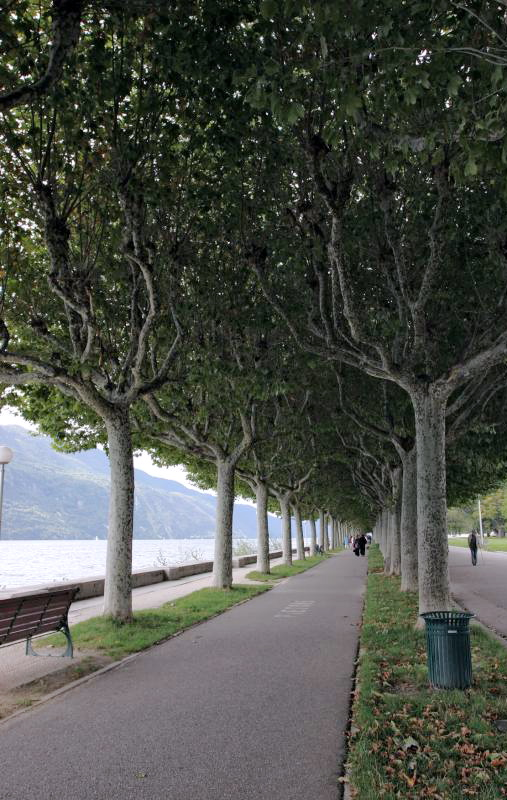
Le chemin pour piétons traversant l'esplanade.

L'esplanade du Lac est un site reconnu sur la commune. Située au bord du plus grand lac naturel de France, elle offre un point de vue sur le lac et les massifs alentour. De nombreuses animations sont organisées, principalement en saison estivale comme des rassemblements automobiles, un festival de musique (Musilac) ou la fête foraine par exemple.